# سربية كروية
سربية كروية (الاسم العلمي: Sphaerotilus natans) هي نوع من البكتيريا، سلبية الغرام، تتبع جنس ال.